# Etlingera araneosa
Etlingera araneosa är en enhjärtbladig växtart som först beskrevs av John Gilbert Baker, och fick sitt nu gällande namn av Rosemary Margaret Smith. Etlingera araneosa ingår i släktet Etlingera och familjen Zingiberaceae. Inga underarter finns listade i Catalogue of Life.